# Sistema digital

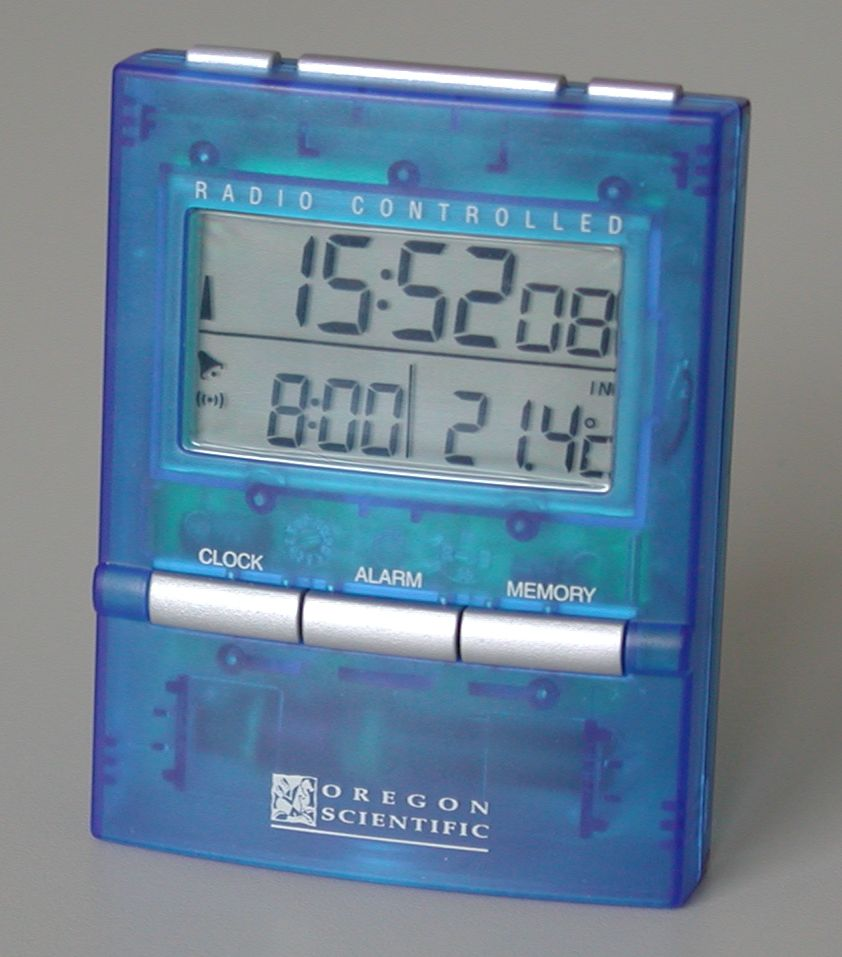
Reloj digital.

Un sistema digital binario  es un conjunto de dispositivos que son destinados a la generación, transmisión, manejo, procesamiento y almacenamiento de señales digitales. También, y a diferencia de un sistema analógico, un sistema digital es una combinación de dispositivos diseñados para manipular cantidades físicas o información que se encuentre representada en forma digital; es decir, que solamente pueda tomar valores discretos.
Para el análisis y la síntesis de sistemas digitales binarios se utiliza como herramienta el álgebra de Boole.
- Sistemas digitales combinacionales: Aquellos cuyas salidas solo dependen del estado de sus entradas en un momento dado. Por lo tanto, no necesitan módulos de memoria, ya que las salidas no dependen de los estados previos de las entradas.
- Sistemas digitales secuenciales: Aquellos cuyas salidas dependen, además del estado de sus entradas en un momento dado, de estados previos. Esta clase de sistemas necesitan elementos de memoria que almacenen los distintos estados para conseguir los resultados.

Para la implementación de los circuitos digitales, se utilizan puertas lógicas (AND, OR y NOT), construidas generalmente a partir de transistores. Estas puertas siguen el comportamiento de funciones básicas booleanas.
Según el propósito de los sistemas digitales, se clasifican en:
1. Sistemas de propósitos especiales. Estos tienen una programación fija que permite ejecutar tareas específicas.
2. Sistemas de propósitos generales. Estos permiten el cambio de su comportamiento mediante la programación de algoritmos, lo cual otorga soluciones a diversos problemas. La mayoría de las computadoras modernas son sistemas digitales de propósito general.

## Modelo general

### Sistemas digitales combinacionales
Z = F(X)
Z= valor señales de las salidas;
X= valor señales de las entradas;
F= circuito transformador de señales (compuertas electrónicas)

### Sistemas digitales secuenciales
Z = F(X,Q)
Z= valor señales de las salidas;
X= valor señales de las entradas;
Q= elementos de memoria (Flip Flops);
F= circuito transformador de señales (compuertas electrónicas)

## Diseño de circuitos combinacionales
- Paso 1. Enunciado del problema
- Paso 2. Análisis: Especificación de variables de entrada y de salida
- Paso 3. Modelado: Definición de las funciones de Boole que especifican el comportamiento del sistema
- Paso 4. Simplificación de las funciones de Boole (opcionalmente)
- Paso 5. Diagrama lógico
- Paso 6. Selección circuitos integrados
- Paso 7. Ensamble del sistema digital (tablero de pruebas o circuito preimpreso)
- Paso 8. Pruebas

## Tipos de circuitos combinacionales
- Conversores de código: Decodificadores y codificadores
- Selectores de flujo: Multiplexores y demultiplexores
- Sumadores: Sumadores medios y sumadores completos
- Comparadores
- Memoria de solo lectura